# Dillon Anderson
Dillon Anderson (McKinney, Texas, 14 de julho de 1906 — Houston, Texas, 29 de janeiro de 1974) foi um administrador do governo nos Estados Unidos. Ele serviu como National Security Advisor entre 1955 e 1956. Ele também foi um membro do Draper Committee.